# تاداو إيكيدا
تاداو إيكيدا (باليابانية: 池田忠雄؛ بالكانا: いけだ　ただお) هو كاتب سيناريو ومخرج ياباني، ولد في 5 فبراير 1905 في طوكيو (اليابان) في اليابان، وتوفي في 12 مايو 1964.

## وصلات خارجية
- تاداو إيكيدا على موقع IMDb (الإنجليزية)
- تاداو إيكيدا على موقع ألو سيني (الفرنسية)
- تاداو إيكيدا على موقع أول موفي (الإنجليزية)
- تاداو إيكيدا على موقع قاعدة بيانات الفيلم (الإنجليزية)
- تاداو إيكيدا على موقع كينوبويسك (الروسية)